# Nolan Gould
Nolan Gould (ur. 28 października 1998 w Columbus, USA) – amerykański aktor dziecięcy, występował w roli Luke’a Dunphy’ego w sitcomie Współczesna rodzina.

## Życiorys
Gould zaczął swoją karierę od udziału w reklamach, w wieku 3 lat. Gdy miał 5 lat, razem z rodzicami przeprowadził się do Kalifornii. Jego bratem jest Aidan Gould.
Popularność przyniosła mu rola Luke’a Dunphy’ego w serialu Współczesna rodzina, w którym gra od 2009 roku.
Jest członkiem Mensa International, a w wieku 13 lat jego IQ wynosiło 150. Potrafi grać na banjo oraz kontrabasie.

## Filmografia

### Filmy
- 2007: Have a Nice Death jako Adam Wonderbread
- 2007: Sunny & Share Love You jako Jason
- 2008: Montana jako Johnny
- 2008: W uchu cisza jako Mark Scott
- 2008: Gwiezdny zaprzęg jako Sam
- 2010: Hysteria
- 2011: To tylko seks jako Sammy
- 2012: Abominable Christmas jako Adam (głos)
- 2012: Ghoul jako Timmy Graco
- 2013: Do zaliczenia jako Max

### Seriale
- 2007: Co gryzie Jimmy’ego? jako młody Jimmy
- 2008: Jedenasta godzina jako John Warner
- 2009–2020: Współczesna rodzina jako Luke Dunphy
- 2010: Powodzenia, Charlie! jako Zander
- 2011: R.L. Stine’s The Haunting Hour jako Jack